# Agujaceratops
Agujaceratops (Agujaceratops) − średniej wielkości dinozaur należący do ceratopsów.
Pierwszy człon nazwy Agujaceratops pochodzi od leżącej w Teksasie formacji Aguja, gdzie odkryto szczątki tego dinozaura. Ceratops natomiast oznacza "rogata twarz". Całą nazwę rodzajową możemy, więc przetłumaczyć jako "aguańska rogata twarz".

## Opis
Głowa agujaceratopsa była zaopatrzona w położone nad oczodołami i nosem rogi, nie odznaczające się szczególną długością, a także w ochraniającą szyję kostną kryzę, krótszą niż u najbliżej spokrewnionych z nim gatunków. Przednia część szczęk przekształcona w rogowy dziób, zęby tylko w dalszej części szczęk.
Tylne kończyny jak u wszystkich ceratopsów były dłuższe od przednich.

## Wielkość
- Długość: 5,2m
- Masa: 2t (szacunkowa)

## Występowanie
Agujaceratops występował w okresie kredy (kampan) (około 83-70 mln lat temu) na obszarze dzisiejszej Ameryki Północnej.  

## Historia odkryć
Skamieniałości agujaceratopsa zaliczane były wcześniej do rodzaju chasmozaur (Chasmosaurus mariscalensis, Lehman, 1989).
Pierwsze szczątki agujaceratopsa znaleziono jeszcze przed drugą wojną światową – w 1938r w Teksasie. Były one niekompletne: nie zachowały się pozostałości czaszki, którą to znaleziono dopiero w 1991.

## Gatunki
- Agujaceratops mariscalensis (dawniej Chasmosaurus mariscalensis)
- Agujaceratops mavericus[1]